# عبد الرحمن بن أبي بكر
عبد الرحمن بن أبي بكر هو ابن خليفة المسلمين الأول أبو بكر الصديق التيمي القرشي وأمه أم رومان بنت عامر بن عويمر الكنانية وأخته عائشة بنت أبي بكر .

## عائلته
- هو: عبد الرحمن بن أبي بكر عبد الله بن أبي قحافة عثمان بن عامر بن عمرو بن كعب بن سعد بن تيم بن مرة بن كعب بن لؤي بن غالب بن فهر بن مالك بن قريش بن كنانة بن خزيمة بن مدركة بن إلياس بن مضر بن نزار بن معد بن عدنان.
- أمه: أم رومان بنت عامر بن عويمر بن عبد شمس بن عتاب بن أذينة بن سبيع بن دهمان بن الحارث بن غنم بن ثعلبة بن مالك بن كنانة بن خزيمة بن مدركة بن إلياس بن مضر بن نزار بن معد بن عدنان.
- زوجته: أميمة بنت عدي السهمية

## حياته في الجاهلية
اسمه في الجاهلية عبد الكعبة فسماه النبي عبد الرحمن وكان أشجع رجال قريش، وأرماهم بسهم وكان شاعرا مجيدا، كما كان من أفضل فرسان الجزيرة العربية في زمانه، وقف ضد المسلمين في بدر أراد أبوه أبو بكر الصديق أن يبارزه لكن الرسول صلى الله عليه وسلم منعه، وكان أحد الرماة الذين جندتهم قريش يوم أحد، كان على رأس رماة قريش في غزوة أحد ، وقبل أن يلتحم الجيشان، وقف عبد الرحمن متحديًا يدعو من يبارزه من المسلمين.
و نهض أبوه.. «أبو بكر الصديق» رضي الله عنه مندفعاً نحوه ليبارزه...لكن الرسول أمسك به، وحال بينه وبين مبارزة ولده.

## مناقبه في الإسلام
تأخر إسلامه حتى صلح الحديبية .
قام بقتل محكم بن الطفيل العقل المدبر لمسيلمة في معركة اليمامة .
شهد فتوح الشام ومعركة اليرموك وأبلى فيها حسنا.

## موقفه منبيعةيزيد
و عندما قرر معاوية أن يأخذ البيعة ليزيد كتب إلى مروان عامله على المدينة كتاب البيعة  ، وأمره أن يقرأه على المسلمين في المسجد ، وفعل مروان ، ولم يكد يفرغ حتى نهض عبد الرحمن بن أبي بكر وقال: «أهرقلية؟ ! إن أبا بكر والله ما جعلها في أحد من ولده، ولا أحد من أهل بيته، ولا جعلها معاوية في ولده إلا رحمة وكرامة لولده» ، فقال مروان: هذا الذي نزلت فيه: ﴿وَالَّذِي قَالَ لِوَالِدَيْهِ أُفٍّ لَكُمَا أَتَعِدَانِنِي أَنْ أُخْرَجَ وَقَدْ خَلَتِ الْقُرُونُ مِنْ قَبْلِي وَهُمَا يَسْتَغِيثَانِ اللَّهَ وَيْلَكَ آمِنْ إِنَّ وَعْدَ اللَّهِ حَقٌّ فَيَقُولُ مَا هَذَا إِلَّا أَسَاطِيرُ الْأَوَّلِينَ ۝١٧﴾ [الأحقاف:17] ، و أنكرت أم المؤمنين عائشة ما قاله مروان في سبب نزول الآية ، والقصة باختصار في صحيح البخاري ، وبتفصيل أكثر في النسائي وغيرهم ، واستقصى رواياتها ابن كثير في تفسير هذه الآية. و قد أيده فريق من المسلمين على رأسهم عبد الله بن الزبير وعبد الله بن عمر وغيرهم. وقد ظل عبد الرحمن يجهر ببطلان هذه البيعة ، وبعث إليه معاوية من يحمل مائة ألف درهم يريد أن يتألفه بها فألقاها عبد الرحمن وقال لرسول معاوية: «ارجع وقل له إن عبد الرحمن لا يبيع دينه بدنياه» ولما علم بعد ذلك أن معاوية يريد أن يأتي إلى المدينة غادر إلى مكة من فوره.

## وفاته
ولم يكد يبلغ مشارف مكة حتى فاضت روحه وقد دفن في أعالي مكة سنة 53هـ.
و قال الذهبي في  سير أعلام النبلاء : هكذا ورخوه ، ولا يستقيم ، ورجح أنه عاش إلى ما بعد وفاة  سعد بن أبي وقاص سنة 55 هجرية، استنادا إلى حديث في صحيح مسلم  لحضور عبد الرحمن جنازة سعد.